# Thraulodes
Thraulodes is een geslacht van haften (Ephemeroptera) uit de familie Leptophlebiidae. De wetenschappelijke naam van dit geslacht is voor het eerst geldig gepubliceerd door Ulmer in 1920. De typesoort van het geslacht is Thraulus laetus Eaton, 1884.

## Soorten
De volgende soorten zijn bij het geslacht ingedeeld:
- Thraulodes alapictus Lima & Mariano & Pinheiro, 2013
- Thraulodes amanda Mariano & Froehlich, 2011
- Thraulodes basimaculatus Giordano & Dominguez,2005
- Thraulodes bolivianicus Dominguez, 1986
- Thraulodes bomplandi (Esben-Petersen, 1912)
- Thraulodes bonito Gonçalves, Da-Silva & Nessimian, 2013[2]
- Thraulodes brunneus Koss, 1966
- Thraulodes centralis Traver, 1946
- Thraulodes cochuanensis Dominguez, 1987
- Thraulodes colombiae (Walker, 1853)
- Thraulodes consortis Dominguez, 1987
- Thraulodes daidalus Thew, 1960
- Thraulodes eccentricus Lugo-Ortiz & McCafferty, 1996
- Thraulodes eduardorum Medina & Perez, 2010
- Thraulodes ephippiatus Traver & Edmunds, 1967
- Thraulodes flinti Domínguez, 1987>
- Thraulodes furficulus Traver, 1946
- Thraulodes gonzalesi Traver & Edmunds, 1967
- Thraulodes gtrandis Lugo-Ortiz & McCafferty, 1996
- Thraulodes guanare Chacon & Segnini & Dominguez, 1999
- Thraulodes hilaris (Eaton, 1892)
- Thraulodes hilaroides Traver, 1946
- Thraulodes humeralis Navas, 1935
- Thraulodes irretitus Navas, 1924
- Thraulodes itatiajanus Traver & Edmunds, 1967
- Thraulodes jones Gonçalves et al., 2010
- Thraulodes laetus (Eaton, 1884)
- Thraulodes lepidus (Eaton, 1884)
- Thraulodes limbatus Navas, 1936
- Thraulodes liminaris Dominguez, 1987
- Thraulodes luisae Souto, Da-Silva & Nessimian, 2014
- Thraulodes lunatus Traver & Edmunds, 1967
- Thraulodes marreroi Chacon, Segnini & Dominguez, 1999
- Thraulodes mexicanus (Eaton 1884)
- Thraulodes mucuy Chacon, Segnini & Dominguez, 1999
- Thraulodes osiris Traver & Edmunds, 1967
- Thraulodes pacaya McCafferty, aumbgardner & Guenter, 2004
- Thraulodes packeri Traver & Edmunds, 1967
- Thraulodes papilionaris Traver & Edmunds, 1967
- Thraulodes paysandensis Traver, 1964
- Thraulodes pelicanus Mariano & Froehlich, 2011
- Thraulodes pinga Souto, Da-Silva & Nessimian, 2014
- Thraulodes pinhoi Lima, Mariano & Pinheiro, 2013
- Thraulodes prolongatus Traver, 1946
- Thraulodes quevedoensis Flowers, 2009
- Thraulodes regulus Traver & Edmunds, 1967
- Thraulodes rodrigoi Boldrini, Dantas & Lima, 2018[3]
- Thraulodes schlingeri Traver & Edmunds, 1967
- Thraulodes sinuosus Mariano & Flowers, 2011
- Thraulodes spangleri Traver & Edmunds, 1967
- Thraulodes speciosus Traver, 1934
- Thraulodes sternimaculatus Lima, Mariano & Pinheiro, 2013
- Thraulodes subfasciatus Navas, 1934
- Thraulodes telegraphicus Needham & Murphy, 1924
- Thraulodes tenulineus Lugo-Ortiz & McCafferty, 1996
- Thraulodes traverae Thew, 1960
- Thraulodes trijunctus Banks, 1918
- Thraulodes ulmeri Edmunds, 1950
- Thraulodes valens Eaton, 1892
- Thraulodes venezuelana Ulmer, 1943
- Thraulodes vitripennis (Blanchard, 1851)
- Thraulodes xavantinensis Mariano & Froehlich, 2011
- Thraulodes zonalis Traver & Edmunds, 1967

### Synoniemen
- Thraulodes arizonicus McDunnough, 1942 =[4] Thraulodes speciosus Traver, 1934
- Thraulodes cryptodrilus Neito & Dominguez, 2001 =[5] Thraulodes lepidus (Eaton, 1884)
- Thraulodes flavopedes Spieth, 1943 =[6] Ulmeritoides flavopedes (Spieth, 1943)
- Thraulodes pedregoso Traver, 1946 =[7] Thraulodes lepidus (Eaton, 1884)
- Thraulodes plicatus Needham & Murphy, 1924 =[8] Thraulodes telegraphicus Needham & Murphy, 1924
- Thraulodes salinus Kilgore & Allen, 1973 =[9] Thraulodes gonzalesi Traver & Edmunds, 1967